# أنسيلمو إل فيجيروا
أنسيلمو إل فيجيروا (بالإنجليزية: Anselmo L. Figueroa)‏‏ (21 أبريل 1861 - 14 يونيو 1915 في لوس أنجلوس) صحافي، وسياسي من المكسيك.